# Gereformeerde kerk (Aalst)
De gereformeerde kerk is een voormalig kerkgebouw aan de Maasdijk te Aalst in de Nederlandse provincie Gelderland. Het is een simpel landelijk kerkje onder zadeldak, met enkele rondbogige vensters. Een toren of enige andere versiering is niet aanwezig.

## Geschiedenis
De Afscheiding van 1834 kreeg in 1836 ook te Aalst een vervolg. Diensten vonden aanvankelijk plaats in een woning. Het kerkgebouw aan de Maasdijk werd in 1887 in gebruik genomen als Gereformeerde kerk. Deze gemeente ging in 1965 samen met die van Zuilichem. Het kerkgebouw werd verkocht en doet tegenwoordig dienst als schuur.